# Liste der denkmalgeschützten Objekte in Weißpriach
Die Liste der denkmalgeschützten Objekte in Weißpriach enthält die 4 denkmalgeschützten, unbeweglichen Objekte der Gemeinde Weißpriach im Salzburger Bezirk Tamsweg.

## Denkmäler
| Foto |                 | Denkmal                                                        | Standort                                   | Beschreibung                                                                                       | Metadaten |
| ---- | --------------- | -------------------------------------------------------------- | ------------------------------------------ | -------------------------------------------------------------------------------------------------- | --- |
| ja   | Datei hochladen | Fuchshof-Kasten HERIS-ID: 28042 Objekt-ID: 24593               | bei Sankt Rupert 2 Standort KG: Weißpriach | Der gemauerte Getreidekasten mit Eckquadern und bunter Fassadenbemalung ist mit 1793 bezeichnet.   | BDA-Hist.: Q37917481 Status: § 2a Stand der BDA-Liste: 2025-06-30 Name: Fuchshof-Kasten GstNr.: .4 Fuchshofkasten Sankt Rupert            |
| ja   | Datei hochladen | Dorfer-Kasten HERIS-ID: 28041 Objekt-ID: 24592                 | Sonndörfl 50 Standort KG: Weißpriach       | Der zweigeschoßige gemauerte Getreidekasten mit Krüppelwalmdach weist zwei gemalte Medaillons auf. | BDA-Hist.: Q37917462 Status: § 2a Stand der BDA-Liste: 2025-06-30 Name: Dorfer-Kasten GstNr.: 324/1 Dorferkasten Sonndörfl                |
| ja   | Datei hochladen | Brechlanlage, Brechelbad HERIS-ID: 28047 Objekt-ID: 24598      | Sonndörfl 54 Standort KG: Weißpriach       | Ein altes Brechlbad, das zur Gewinnung von Flachsfasern verwendet wurde.                           | BDA-Hist.: Q37917517 Status: § 2a Stand der BDA-Liste: 2025-06-30 Name: Brechlanlage, Brechelbad GstNr.: 191, 1111/2 Brechelbad Sonndörfl |
| ja   | Datei hochladen | Kath. Filialkirche hl. Rupert HERIS-ID: 28044 Objekt-ID: 24595 | Sankt Rupert Standort KG: Weißpriach       | Der romanische Kirchenbau besitzt wertvolle Fresken.                                               | BDA-Hist.: Q2323052 Status: § 2a Stand der BDA-Liste: 2025-06-30 Name: Kath. Filialkirche hl. Rupert GstNr.: .1 Filialkirche Weißpriach   |